# 天主教塔帕丘拉教区
天主教塔帕丘拉教區（拉丁語：Dioecesis Tapacolensis）是墨西哥一個天主教教區，包括南部恰帕斯州東南部廿七市。屬圖斯特拉古鐵雷斯總教區。
教區成立於1957年6月19日，2010年有教友1,498,000人，佔總人口87.4%。有四十二個堂區、司鐸九十七人。現任教區主教為雅各伯·卡爾德龍-卡爾德龍。